# Východoindonéský stát
Východoindonéský stát (indonésky Negara Indonesia Timur, také Stát Velkého Východu, Negara Timur Besar) byl polosamostatný státní útvar existující na ostrovech Celebes, Moluky a Malé Sundy v krátkém období bezvládí mezi lety 1946 až 1950.
Po druhé světové válce bylo Nizozemcům jasné, že se jim nepodaří udržet Indonésii jako svoji kolonii, ale zároveň nechtěli přijmout jednostranné vyhlášení indonéské nezávislosti v roce 1945. Usilovali proto o vytvoření volné federace tradičních domorodých království a etnických území, v níž by bývalí kolonizátoři zůstali dominantní silou a moderátorem vzájemných sporů. V tom jim pomáhala také kulturní roztříštěnost rozsáhlé ostrovní oblasti. Nejvýznamnějším separatistickým státem pod nizozemskou ochranou byl Východoindonéský stát, vyhlášený 23. prosince 1946 v Denpasaru. Prezidentem se stal Tjokorda Gde Raka Soekawati. Stát zaujímal rozlohu 350 000 km² a žilo v něm přes deset milionů obyvatel. Dělil se na pět provincií: Severní Celebes, Jižní Celebes, Moluky, Bali s Lombokem a Timor s okolními ostrovy, zároveň byla tradičním kmenovým královstvím přislíbena značná míra samosprávy. Hlavním městem byl Makasar. Uvažovalo se také o připojení Západního Irianu, ale ten nakonec zůstal pod přímou holandskou nadvládou.
27. prosince 1949 byly založeny Spojené státy indonéské a Východoindonéský stát se stal jejich autonomní součástí. 17. srpna vyhlásil Sukarno přeměněnu soustátí na unitární republiku a Východoindonéský stát tím zanikl.